# Bilineaire afbeelding
In de wiskunde is een bilineaire afbeelding (of ook bilineaire operator) een afbeelding {\displaystyle B:V\times W\to X}, met {\displaystyle V,\ W} en {\displaystyle X} vectorruimten over een lichaam (Ned) / veld (Be) {\displaystyle K,} die in elk van zijn argumenten lineair is. Matrixvermenigvuldiging is een voorbeeld van een bilineaire afbeelding.
Merk op dat een bilineaire afbeelding niet lineair is als afbeelding op de vectorruimte die het cartesisch product is van beide vectorruimten, behalve in het triviale geval: er zou namelijk gelden {\displaystyle B(v,w)=B(v,0)+B(0,w)=0+0=0.}

## Voorbeelden
- Tensorproduct
- Bilineaire vorm